# Teufelsbach (Stever)
Der Teufelsbach ist ein 12,7 km langer, orografisch linker Nebenfluss der Stever in Nordrhein-Westfalen, Deutschland.
Der zunächst noch namenlose Bach entspringt zwischen der Ascheberger Lüktebauernschaft und dem Haus Ichterloh nahe der Bahnstrecke Ruhrgebiet-Münster im Landschaftsschutzgebiet Vossbrock (LSG 4211-0006). Nach einem kleinen Bogen Richtung Osten und Norden biegt er bei Rengshausen nach Westen ab und unterquert die Bahnlinie. Vorbei an kleinen Teichen und den Höfen Hans-Siegfried Schulze-Ehring und Bornemann erhält er nach vier Kilometern rechts- und linksseitig je einen namenlosen Zufluss. Das insgesamt 36,9 km² große Einzugsgebiet setzt sich größtenteils aus landwirtschaftlich genutzten Flächen sowie einem kleinen Waldanteil zusammen.
Der Bach fließt weiter in Richtung Westen nördlich an Nordkirchen vorbei. Hier speiste er früher die Gräften der abgegangenen Burg Meinhövel. Kleine Gräben und Entwässerungskanäle fließen ihm zu. Dem Bachlauf entlang liegen einige größere Bauernhöfe, Gutshäuser und Mühlen. An der Kreisstraße 2 wurde früher die Meinhöveler Mühle durch einen Abzweig mit Wasserkraft versorgt. Kurz darauf mündet linksseitig der Gorbach in den Teufelsbach. Vorbei am Klärwerk von Nordkirchen und dem Forsthaus Güler Heide geht es durch die Lüdinghauser Bauerschaft Ermen hindurch. An der nur noch als Bodendenkmal erhaltenen Burg Alrodt biegt der Bach nach Südwesten ab und mündet kurz darauf in die Stever.
Nach dem Bach ist das Naturschutzgebiet Am Teufelsbach aus dem Landschaftsplan Nordkirchen-Herbern benannt. Das circa 10,7 Hektar große und zu Lüdinghausen-Kirchspiel gehörende Gebiet wurde 2002 aufgrund seines bachnahen Grünlandes, der Hecken-Areale und Eichen-Hainbuchenwaldstücke ausgewiesen. Der Teufelsbach selbst fließt am nördlichen Rand des Schutzgebietes entlang und erhält aus diesem Zuflüsse.